# Ocean Gypsy
Ocean Gypsy is het tweede studioalbum dat verscheen van de band Renaissance. Van de oorspronkelijke band Renaissance versie 2 is nog maar een lid over, Michael Dunford. Dunford had destijds een nieuwe vaste zangeres Stephanie Adlington; Annie Haslam zijn vroegere zangeres maakte toen soloalbums en begon te schilderen. Het album is opgenomen in de Astra Studios in Ashford.

## Musici
- Stephanie Adlington – zang
- Michael Dunford – akoestische gitaar, zang
- Richard Brown – toetsinstrument, accordeon
- Alan Daniels – toetsinstrumenten
- David Woolgar - basgitaar
- Rod Brown - percussie
- Jimmy Hastings – sopraansaxofoon, dwarsfluit, piccolo
- Rob Williams – achtergrondzang

## Composities
Allen van Dunford en Betty Thatcher-Newsinger behalve waar aangegeven:

| Nr. | Titel                                                           | Duur |
| --- | --------------------------------------------------------------- | ---- |
| 1.  | Ocean gypsy                                                     | 6:43 |
| 2.  | Things I don’t understand (Dunford, Jim McCarthy)               | 4:29 |
| 3.  | Young prince and princess (Dunford, Thatcher, Tout)             | 2:47 |
| 4.  | Carpet of the sun                                               | 3:31 |
| 5.  | At the harbour                                                  | 6:50 |
| 6.  | I think of you part II                                          | 3:12 |
| 7.  | Star of the show (Dunford, Peter Gosling)                       | 3:43 |
| 8.  | Trip to the fair (Dunford, Thatcher, John Tout; sopraansaxsolo) | 7:05 |
| 9.  | The great highway (Dunford, Jude Alderson)                      | 6:02 |

Studio: Renaissance (1969) · Illusion (1971) · Prologue (1972) · Ashes Are Burning (1973) · Turn of the Cards (1974) · Scheherazade and other stories (1975) · Novella (1977) · A Song for All Seasons (1978) · In the Beginning (1978) · Azure d'Or (1979) · Camera Camera (1981) · Time-Line (1983) · Tuscany (2000) · The Mystic and The Muse (ep) (2010) · Grandine il Vento (2012)
Annie Haslams Renaissance: Blessing in Disguise  (1994)
Michael Dunford's Renaissance: The Other Woman  (1994) · Ocean Gypsy (1997)
Live: Live at Carnegie Hall (1976) · Renaissance Live at the Royal Albert Hall (1977) · BBC Sessions (1999) · Day of the Dreamer (2000) · Renaissance Unplugged (2000) · In the Land of the Rising Sun (2002) · Dreams and Omens (2008) · Renaissance DeLane Lea Studios 1973 (2015) · A symphonic journey (2018)
Compilatie: Tales of 1001 Nights (Parts 1 and 2) (1990) · Da Capo (1995) · Songs from Renaissance Days (1997) · Live & Direct (2002)